# Burg Ranis

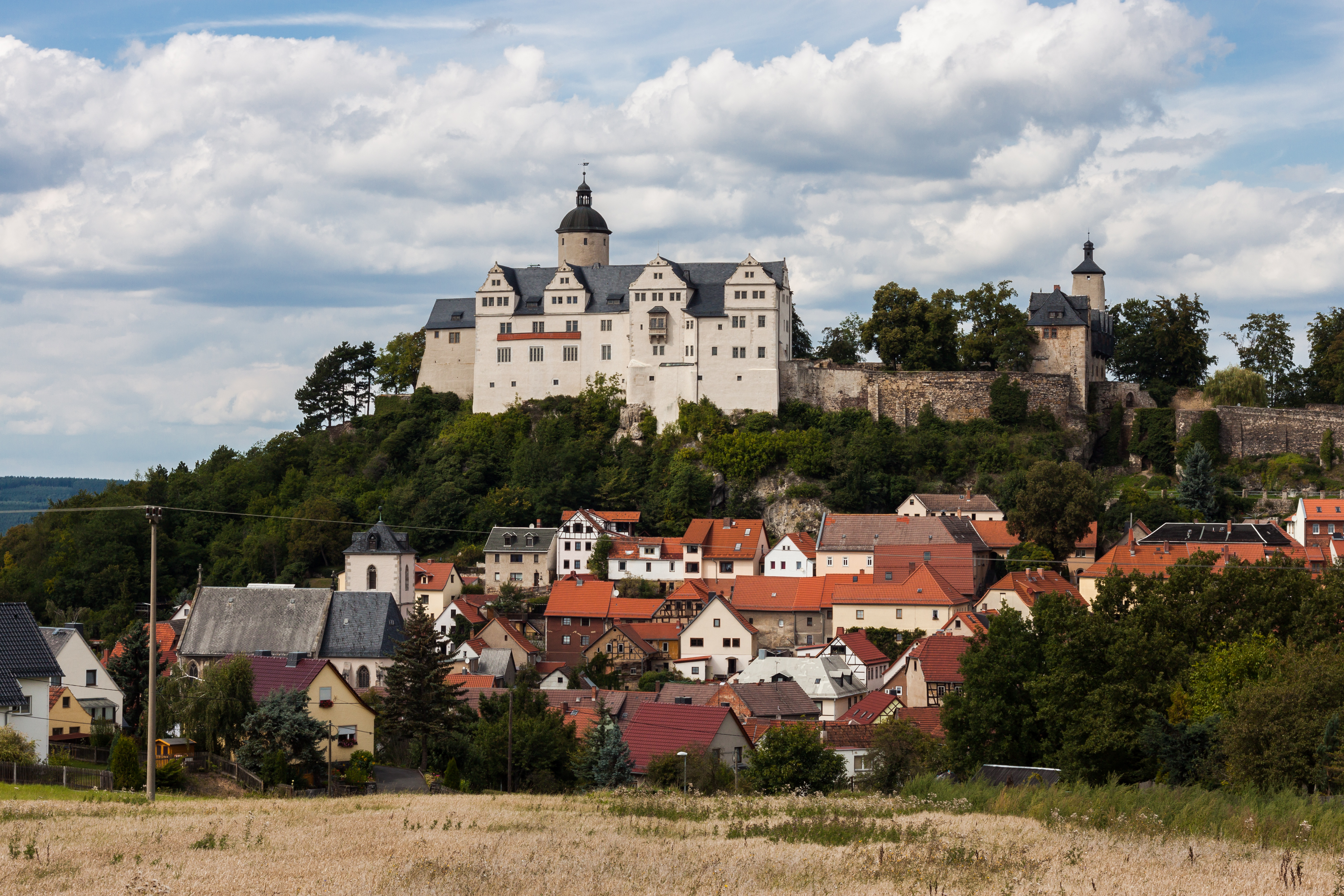
Burg Ranis über der Altstadt mit der Stadtkirche St. Margarethen

Die Burg Ranis liegt auf dem Felsen eines Zechsteinriffes, das Teil eines größeren Riff-Komplexes über dem Orlatal bildet, in und über der thüringischen Stadt Ranis unweit von Pößneck in einer Höhe von 405 m ü. NHN. 

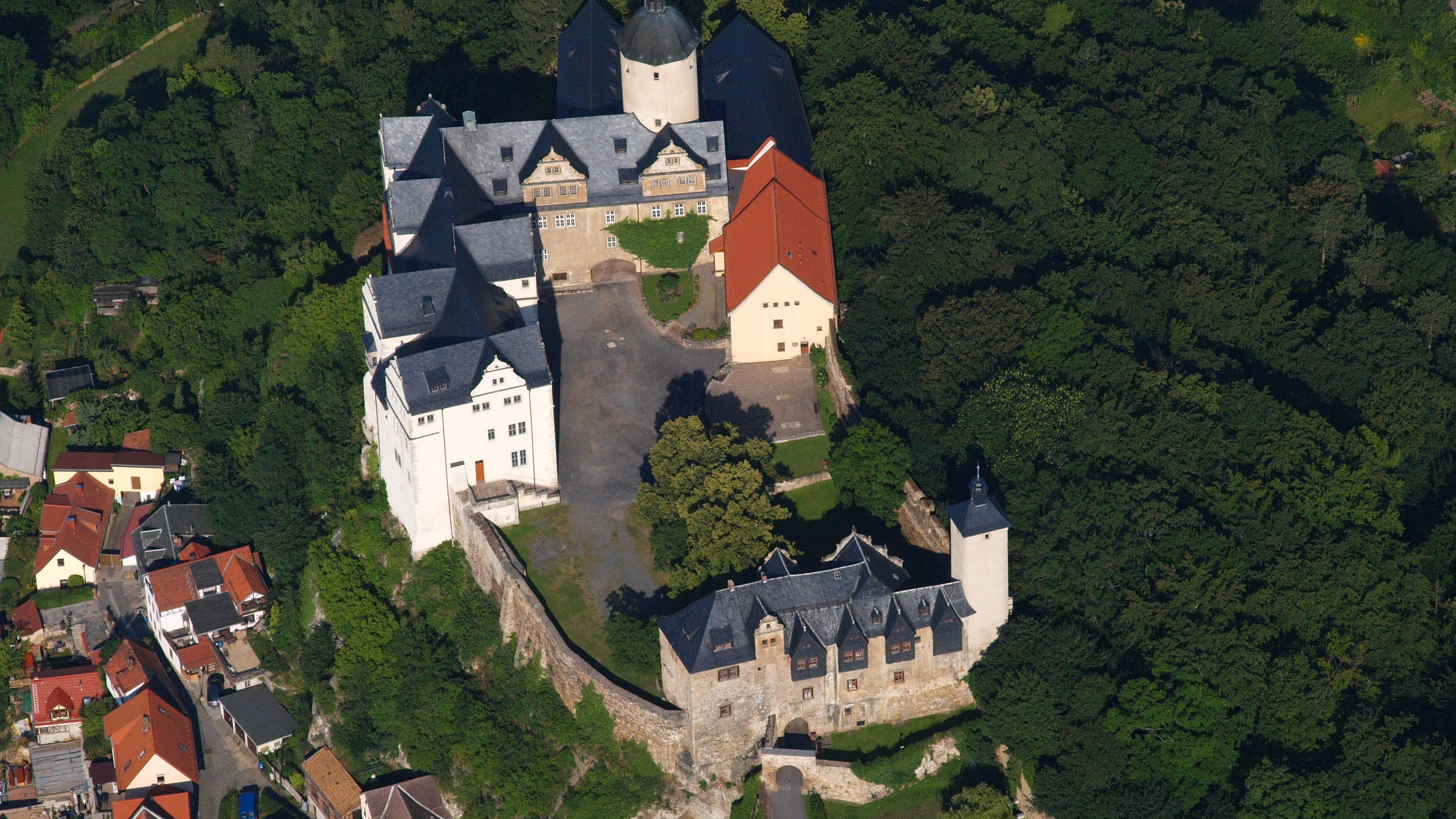
Burg Ranis aus der Vogelperspektive (Juni 2011)

## Aufbau
Die Höhenburg besteht aus einer kleinen Hauptburg im Westen, die den kleinen Burghof umschließt, einem runden 38 Meter hohen Bergfried, dem heute charakteristischen Südflügel und zwei weiträumigen Vorburgen. Das erhaltene Vorburggebäude trennt den sich an die Hauptburg östlich anschließenden großen Burghof und die Vorburgfläche. Diese nahm früher die Wirtschaftsgebäude auf und bietet einen überwölbten Tunnel hinab in die Altstadt. Das Vorburggebäude sowie die als Befestigung nach Osten dienende Mauer wurden jeweils durch einen Zwinger mit vorgelagertem Graben und zugehöriger Zugbrücke geschützt. Die Burganlage reicht bis ins 12. Jahrhundert zurück. Die noch heute erkennbaren Grundzüge stammen aus dem 13. und 14. Jahrhundert, geprägt wird ihr Aussehen jedoch von den Ausbauten aus dem Anfang des 17. Jahrhunderts im Stil der späten Sächsischen Renaissance. Damals wurde die Burg durch den Bau des Südflügels mit den charakteristischen Giebelerkern zu einem repräsentativen Schloss umgebaut.

## Geschichte
Seit dem 11. Jahrhundert befindet sich eine Befestigung auf dem Burgberg. 1084 belehnte Kaiser Heinrich IV. Wiprecht von Groitzsch, den späteren Markgrafen von Meißen und der Lausitz, mit dem Castrum Ranis – die erste urkundliche Erwähnung. 1199 wird die Burg als Sitz von Reichsministerialien genannt, die dem König direkt unterstellt sind. Als Reichsgut nahm die Burg eine wichtige Stellung im Saalegau als Grenzfeste gegen die Slawen ein. Kaiser Otto IV. verpfändete die Burg Ranis und das Herrschaftsgebiet um Saalfeld an die Grafen von Schwarzburg. 1220 belehnte Kaiser Friedrich II. die Schwarzburger mit der Burg. Im 13. und 14. Jahrhundert blieb Ranis im Besitz der Grafen von Kevernburg und Schwarzburg.
1389 verkauften die Schwarzburger die Burg an die Wettiner. 1463 vermachte Wilhelm III. die Burg zur Ehren seiner Gemahlin Katharina von Brandenstein an ihren Bruder Heinrich von Brandenstein. Wegen Überschuldung verkauften die Herren von Brandenstein die Burg 1571 an die Herren von Breitenbauch (auch Breitenbuch). Unter diesen wurden die Stadt Ranis und der Kreis Ziegenrück 1815 preußisch. 1906 legten sie ihren Namen auf „Breitenbuch“ fest. 1942 verkaufte die Familie von Breitenbuch die Burg an das Deutsche Rote Kreuz. Seit 1994 gehört sie zur Stiftung Thüringer Schlösser und Gärten.
Bis 2017 wurden seither rund 8,5 Millionen Euro investiert. Größtes Projekt war dabei die 2008 im Rahmen einer Förderung durch den Europäischen Fonds für Regionale Entwicklung (EFRE) abgeschlossene Sanierung des Südflügels.

## Einrichtungen auf der Burg
Das Burgmuseum wurde 1926 vom damaligen Besitzer der Burg, Dietrich von Breitenbuch, begründet und nach dem Zweiten Weltkrieg im Jahr 1956 durch die Stadt Ranis als Heimatmuseum wiedereingerichtet. Über die Geschichte der Burg und der Region hinaus informiert es über die direkt unterhalb der Burg befindliche Ilsenhöhle sowie über die Geologie, Seismologie und die Ur- und Frühgeschichte der Region. Im April 2014 wurde das Museum in die Rote Liste Kultur des Deutschen Kulturrates aufgenommen und in die Kategorie 1 (von Schließung bedroht) eingestuft, nachdem der Stadtrat die Finanzierungsmittel gestrichen und eine Schließung ab dem 1. November 2014 für den Fall beschlossen hatte, dass kein anderer Betreiber gefunden werden sollte. Daraufhin gab der Freistaat Thüringen bekannt, dem Saale-Orla-Kreis zunächst von 2015 bis 2017 jährlich bis zu 50.000 Euro zur Verfügung stellen zu wollen, damit der Betrieb des Museums sichergestellt werden könne. Außerdem soll ein tragfähiges Finanzierungskonzept erarbeitet und die Ausstellung modernisiert werden.
1928 wurde durch die Breitenbuchs eine Gastwirtschaft auf der Burg errichtet, die aber heute nicht mehr betrieben wird. Gastwirtschaft und Museum waren Versuche, einen Teil der Unterhaltskosten für den Betrieb der Anlage aufzubringen.
Um 1940 existierte auf der Burg ein Bärenzwinger.
Seit 1997 finden auf der Burg jährlich die Thüringer Literatur- und Autorentage statt, die vom Jenaer LeseZeichen e. V. veranstaltet werden. Zu Gast waren u. a.: Katharina Thalbach, Sven Regener, Denis Scheck, Andrea Sawatzki, Iris Berben, Heinz-Rudolf Kunze, Thomas Thieme, Saša Stanišić, Nora Gomringer, Ann Cotten, José Oliver, Thomas Kunst und Christian Rätsch.

## Sonstiges
Im Juli 2010 fanden auf der Burg Dreharbeiten für Löwenzahn – Das Kinoabenteuer statt.
Im Felsen unter der Burg (Vorburgbereich) befindet sich die kleine Ilsenhöhle.